# Ciane (figlia di Cianippo)
Ciane è una figura della mitologia greca figlia di Cianippo.
Cianippo aveva fatto dei sacrifici a tutti gli dei eccetto che a Bacco, e questo dio per punirlo lo fece ubriacare in maniera tale che violentò la figlia Ciane. Ma la figlia durante il rapporto riuscì a prendergli un anello e lo consegnò alla nutrice per fargli comprendere, il giorno dopo, su chi aveva abusato. Il destino volle che dopo poco scoppiò un'epidemia di peste e consultato l'oracolo questi affermò che l'unico modo per placarlo era il sacrificio dell'uomo più cattivo della città. Ciane quindi afferrò per i capelli il padre e lo uccise con un pugnale, per poi suicidarsi essa stessa. Questo sacrificio si compì nel luogo della fonte Ciane. Così Proserpina commossa raccolse le lacrime della giovane Ciane e creò la fonte.